# Hoogstraten
Hoogstraten è un comune belga di 18 905 abitanti nelle Fiandre (Provincia di Anversa). È il comune più settentrionale del Belgio.

## Storia
Hoogstraten venne fondata nel 1210 dal duca Enrico I di Brabante che gli concesse anche il Titolo di città. Ben presto l'insediamento si trasformò in una piccola città commerciale. Hoogstraten apparteneva alla parrocchia di Wortel (già menzionata nel 1155). Nel 1380 sorse il Beghinaggio.
Antoon I van Lalaing, signore di Estrée e Montigny, sposa Elisabeth van Culemborg, Signora di Hoogstraten e vedova di Jan van Luxemburg-Ligny. Nel 1516 viene incoronato Conte di Hoogstraten nella Cattedrale di Bruxelles e nel 1518 fece della cittadina la capitale della contea. Nel 1740 la contea fu elevata a ducato per il principe Nicola Leopoldo di Salm-Salm (già suo decimo Conte).
L'11 gennaio 1814, la battaglia di Hoogstraten segnò la fine del possesso francese nel luogo.

## Monumenti e Luoghi d'interesse
- Sint-Katharinakerk. La Chiesa di Santa Caterina, venne fondata dal conte Antoon I van Lalaing ed eretta in stile tardo-gotico fra il 1526 e il 1550 da Rombout II Keldermans.
- Stadhuis. Il Municipio, opera di Rombout II Keldermans.
- Begijnhof. Il Beghinaggio, sorse nel 1380, e in seguito a un incendio venne restaurato nel 1534. La chiesa, barocca, è del XVII secolo.
- Kasteel van Hoogstraten. Il Castello di Hoogstraten sorse da una torre dell'XI secolo, trasformata nel '500 in un vero e proprio castello. Molto rovinato dalle truppe francesi nel XVIII secolo, fu destinato a varie funzioni fino a quando nel 1931, divenne un penitenziario.

## Suddivisioni
Il comune è costituito dai seguenti distretti:
- Hoogstraten
- Meer
- Meerle
- Meersel-Dreef
- Minderhout
- Wortel